# Liste der Kommandeure der Marineschule (Kiel und Mürwik)
Diese Liste der Kommandeure der Marineschule (Kiel und Mürwik) verzeichnet die Marineoffiziere, die seit 1848 Kommandeur der Marineakademie und -schule (Kiel) oder der Marineschule Mürwik waren. 1910 wechselte nur das Gebäude.

## Liste
| Nr. | Dienstgrad                                | Name                                   | Antritt                                                                      | Ausscheiden   | Bild |
| --- | ----------------------------------------- | -------------------------------------- | ---------------------------------------------------------------------------- | ------------- | ---- |
| 1 | Kapitän zur See                           | Johann Otto Donner                     | 1851 Marineschule Stettin                                                    | 1852          |      |
| 2 | Hauptmann                                 | Christian Amynt Liebe                  | 1854 Marineschule Danzig                                                     | 1855          |      |
| 3 | Oberst                                    | Friedrich Baron Haller von Hallerstein | 1855 Seekadetten-Institut Berlin                                             | 1866          |      |
| 4 | Korvettenkapitän                          | Karl Ferdinand Batsch                  | 1866 Marineschule Kiel (Muhliusstraße)                                       | 1867          |      |
| 5 | Generalmajor                              | Christian Amynt Liebe                  | 1867 Marineschule Kiel (Muhliusstraße)                                       | 1881          |      |
| 6 | Konteradmiral                             | Paul von Reibnitz                      | 1881 Marineschule Kiel (Muhliusstraße)                                       | 1886          |      |
| 7 | Konteradmiral                             | Rudolf Schering                        | 1886 Marineschule Kiel (Muhliusstraße) 1888 Marineschule Kiel (Düsternbrook) | 1890          |      |
| 8 | Vizeadmiral                               | Ernst von Reiche (1840–1912)           | 1890 Marineschule Kiel (Düsternbrook)                                        | 1895          |      |
| 9 | Vizeadmiral                               | Iwan Friedrich Julius Oldekop          | 1896 Marineschule Kiel (Düsternbrook)                                        | 1897          |      |
| 10 | Kapitän zur See                           | Hermann Kirchhoff                      | 1897 Marineschule Kiel (Düsternbrook)                                        | 1900          |      |
| 11 | Kapitän zur See                           | Ludwig von Schröder                    | 1900 Marineschule Kiel (Düsternbrook)                                        | 1901          |      |
| 12 | Kapitän zur See                           | Alfred Ehrlich                         | 1901 Marineschule Kiel (Düsternbrook)                                        | 1903          |      |
| 13 | Kapitän zur See                           | Max Bachem                             | 1903 Marineschule Kiel (Düsternbrook)                                        | 1906          |      |
| 14 | Kapitän zur See                           | Leberecht Maaß                         | 1906 Marineschule Kiel (Düsternbrook)                                        | 1908          |      |
| 15 | Kapitän zur See                           | Bernhard Müller                        | 1908 Marineschule Kiel (Düsternbrook)                                        | 1910          |      |
| 16 | Kapitän zur See                           | Herwarth Schmidt von Schwind           | 15. Sep. 1910 Marineschule Mürwik                                            | 31. Juli 1914 |      |
| 17 | Korvettenkapitän, als Direktionsoffizier  | Otto von Luck                          | 1915                                                                         | 1916          |      |
| 18 | Kapitän zur See                           | Max Kühne                              | 7. Feb. 1916                                                                 | 31. Dez. 1917 |      |
| 19 | Kapitän zur See                           | Moritz von Egidy                       | 1917                                                                         | 1918          |      |
| 20 | Korvettenkapitän                          | Heinrich Lampe                         | 5. Nov. 1918                                                                 | 31. Jan. 1919 |      |
| 21 | Fregattenkapitän                          | Fritz Sachße                           | 1. Feb. 1920                                                                 | 18. März 1920 |      |
| 22 | Kapitän zur See                           | Werner Tillessen                       | 16. Sep. 1920                                                                | 23. Sep. 1925 |      |
| 23 | Kapitän zur See                           | Paul Wülfing von Ditten                | 1925                                                                         | 1927          |      |
| 24 | Fregattenkapitän Kapitän zur See          | Hasso von Bredow                       | 6. Okt. 1927                                                                 | 11. Okt. 1929 |      |
| 25 | Kapitän zur See                           | Albrecht Meißner                       | 12. Okt. 1929                                                                | 30. Sep. 1932 |      |
| 26 | Konteradmiral                             | Wolf von Trotha                        | 30. Sep. 1932                                                                | 23. Sep. 1936 |      |
| 27 | Konteradmiral                             | Hubert Schmundt                        | 14. Okt. 1936                                                                | 21. Aug. 1939 |      |
| 28 | Konteradmiral                             | Hasso von Bredow                       | 4. Sep. 1939                                                                 | 13. Okt. 1939 |      |
| 29 | Kapitän zur See Konteradmiral Vizeadmiral | Walter Georg Lohmann                   | 13. Okt. 1939                                                                | 30. Sep. 1942 |      |
| 30 | Konteradmiral                             | Heinrich Ruhfus                        | 1. Okt. 1942                                                                 | 16. Apr. 1944 |      |
| 31 | Konteradmiral                             | Waldemar Winther                       | 17. Apr. 1944                                                                | 24. Sep. 1944 |      |
| 32 | Kapitän zur See                           | Wolfgang Lüth                          | 1944                                                                         | 1945          |      |
| 33 | Kapitän zur See                           | Otto Schuhart                          | 2. Mai 1956 Marine-Akademie in Kiel-Holtenau                                 | 28. Juni 1956 |      |
| 34 | Flottillenadmiral                         | Hubert Freiherr von Wangenheim         | 29. Juni 1956                                                                | 31. Juli 1960 |      |
| 35 | Flottillenadmiral                         | Heinrich Erdmann                       | 1. Aug. 1960                                                                 | 31. Dez. 1962 |      |
| 36 | Flottillenadmiral                         | Karl Schneider-Pungs                   | 1. Jan. 1962                                                                 | 30. Sep. 1966 |      |
| 37 | Flottillenadmiral                         | Bernd Klug                             | 1. Okt. 1966                                                                 | 31. März 1968 |      |
| 38 | Flottillenadmiral                         | Reinhart Ostertag                      | 1. Apr. 1968                                                                 | 23. Sep. 1971 |      |
| 39 | Flottillenadmiral                         | Karl H. Peter                          | 24. Sep. 1971                                                                | 23. Aug. 1973 |      |
| 40 | Flottillenadmiral                         | Helmut Kampe                           | 24. Aug. 1973                                                                | 7. Jan. 1977  |      |
| 41 | Flottillenadmiral                         | Wilfried Toepser                       | 10. Jan. 1977                                                                | 31. März 1979 |      |
| 42 | Flottillenadmiral                         | Dieter Ehrhardt                        | 1. Apr. 1979                                                                 | 30. Sep. 1982 |      |
| 43 | Flottillenadmiral                         | Wolfgang Brost                         | 1. Okt. 1982                                                                 | 30. Sep. 1983 |      |
| 44 | Flottillenadmiral                         | Horst-Helmut Wind                      | 1. Okt. 1983                                                                 | 30. Sep. 1985 |      |
| 45 | Flottillenadmiral                         | Klaus-Dieter Sievert                   | 1. Okt. 1985                                                                 | 28. Sep. 1989 |      |
| 46 | Flottillenadmiral                         | Klaus-Peter Niemann                    | 29. Sep. 1989                                                                | 16. Sep. 1994 |      |
| 47 | Flottillenadmiral                         | Frank Ropers                           | 17. Sep. 1994                                                                | 28. Aug. 1995 |      |
| 48 | Flottillenadmiral                         | Götz Eberle                            | 29. Aug. 1995                                                                | 19. Dez. 1996 |      |
| 49 | Flottillenadmiral                         | Uwe Siegfried Kahre                    | 19. Dez. 1996                                                                | 16. Sep. 1999 |      |
| 50 | Flottillenadmiral                         | Hubertus von Puttkamer                 | 16. Sep. 1999                                                                | 13. Nov. 2002 |      |
| 51 | Flottillenadmiral                         | Manfred Nielson                        | 13. Nov. 2002                                                                | 27. Juni 2005 |      |
| 52 | Flottillenadmiral                         | Heinrich Lange                         | 27. Sep. 2005                                                                | 6. Sep. 2007  |      |
| 53 | Flottillenadmiral                         | Jürgen Mannhardt                       | 6. Sep. 2007                                                                 | 31. März 2010 |      |
| 54 | Flottillenadmiral                         | Thomas Ernst                           | 31. März 2010                                                                | 19. Juni 2013 |      |
| 55 | Flottillenadmiral                         | Carsten Stawitzki                      | 19. Juni 2013                                                                | 29. Aug. 2016 |      |
| wegen einsatzbedingter Abwesenheit Wahrnehmung der Aufgaben durch den stellvertretenden Kommandeur, Kapitän zur See Stephan Annighöfer |                                           |                                        |                                                                              |               |      |
| 56 | Flottillenadmiral                         | Kay-Achim Schönbach                    | 31. Jan. 2017                                                                | 18. Mai 2018  |      |
| 57 | Flottillenadmiral                         | Wilhelm Tobias Abry                    | 18. Mai 2018                                                                 | 3. Sep. 2021  |      |
| 58 | Flottillenadmiral                         | Jens Nemeyer                           | 3. Sep. 2021                                                                 | 17. Jan. 2025 |      |
| 59 | Flottillenadmiral                         | Jens Grimm                             | 17. Jan. 2025                                                                |               |      |